# Aeroporto de Curitibanos
O Aeroporto de Curitibanos - Lauro Antônio da Costa é um aeroporto brasileiro que serve ao município de Curitibanos, no estado de Santa Catarina. Desde 2000, a prefeitura municipal e o governo do estado investiram cerca de R$ 6 milhões.
Homologado pela agência Nacional de Aviação Civil em 2009, o aeroporto municipal de Curitibanos está preparado para receber aeronaves de grande porte como Fokker 100 ou com até 80 toneladas.
Distância Aérea entre as principais cidades: Florianópolis 204 km, Joinville 205 km, Curitiba 240 km, São Paulo: 574 km, Brasília 1308 km.
Localização privilegiada na região central do estado de Santa Catarina, o aeroporto de Curitibanos outros benefícios ao usuário do transporte aéreo. Está estrutura da pista, com 1.200 metros de comprimento por 33 de largura, e pátio de manobra com 10 mil metros asfaltados. Com 130 metros quadrados de área construída, o aeroporto municipal de Curitibanos conta com hall para passageiros, dois banheiros, sala de espera, sala de administração e pátio coberto para desembarque dos veículos. Destaca-se nas condições climáticas , que fazem do aeroporto de Curitibanos ser uns dos melhores tetos operacionais do Brasil[carece de fontes?], com mais de 300 dias ao ano com visibilidade. Além disso, o balizamento noturno facilita a utilização da pista em qualquer horário. 
Apesar de todas essas qualidades, o aeroporto permanece com utilização apenas por aviões particulares, sem contar com linhas comerciais para atender a região servida pelo aeroporto de Curitibanos.